# Ivica Dačić
Ivica Dačić (in serbo Ивица Дачић?; Prizren, 1º gennaio 1966) è un politico serbo, presidente del Partito Socialista di Serbia.

## Biografia
Dačić concluse il ginnasio a Niš e si laureò in scienze politiche a Belgrado.
Nel 1990 divenne primo presidente dei giovani socialisti e tra il 1992 e il 2000 fu portavoce del Partito Socialista di Serbia. Fu deputato all'Assemblea Federale Jugoslava tra il 1992 e il 2004.
Dopo le dimissioni di Slobodan Milošević nel 2000, Dačić fu ministro delle telecomunicazioni nel governo transitorio guidato da Milomir Minić. Tra il 2000 e il 2003 fu inoltre vicepresidente del partito. Nel dicembre 2006, dopo la morte di Slobodan Milošević Dačić è stato nominato presidente del Partito Socialista di Serbia.

### Nel governo Cvetković
Dopo le elezioni parlamentari del 2008 Dačić fu nominato vice Primo ministro e ministro dell'interno.

### Primo Ministro di Serbia
Dopo la vittoria alle elezioni parlamentari del 2012, il 28 giugno Dačić ha ricevuto l'incarico di Primo ministro dal Presidente della Repubblica Tomislav Nikolić ed è entrato ufficialmente in carica il 27 luglio 2012. Ha mantenuto l'incarico di ministro dell'interno. Il 27 aprile 2014 ha lasciato l'incarico di premier, dopo le elezioni parlamentari del 2014.

### Nel governo Vučić
Il 27 aprile 2014 dopo aver lasciato la premiership è entrato nel governo di Aleksandar Vučić, ottenendo l'incarico di vice primo ministro e ministro degli esteri. In qualità di vice primo ministro, ricopre per breve tempo l'ufficio di primo ministro ad interim quando Vučić assume l'incarico di Presidente della Repubblica, tra maggio e giugno 2017.